# マディソン・レイン
アシュレー・ニコール・キャボット（Ashley Nichole Cabot、女性、1986年2月5日 - ）は、アメリカ合衆国の女性プロレスラー。オハイオ州出身。AEW所属。旧姓：シモンズ（Shimmons）。リングネームマディソン・レイン（Madison Rayne）として知られている。

## 経歴
2005年5月にデビュー。
2007年、SHIMMERデビュー。
2009年1月8日、TNA・インパクトでTNAデビュー。「ビューティフル・ピープル」に加わる。4月18日、TNA女子ノックアウト王座初獲得。
2014年1月16日、ゲイル・キムを降し、5度目のノックアウト王座戴冠。
3月2日のW-1両国国技館大会に来日。ゲイル・キムにEat Defeatで敗れる。
2018年、WWEが主催する第2回メイ・ヤング・クラシックに出場。1回戦でメルセデス・マルチネスに敗れる。

## 人物
2011年2月に結婚、2013年3月に長女を出産している。

## 得意技
Dys-Lexi-A 
相手と向かい合った状態で河津掛けの形で組み合い、後方に倒れ込み相手の顔面を打ちつける。
レインドロップ
変形ネックブリーカー
前屈みになった相手の左サイドに移動して相手の右腕を両手で掴み、膝を突き出すように折り畳んだ右足を相手の後頭部の上に乗せる。そのあと背中からマットに倒れ込む勢いで相手の体を仰向けにひっくり返し、マットに着地した衝撃で相手の後頭部に右足をめり込ませる。
アームドラッグ

## タイトル歴

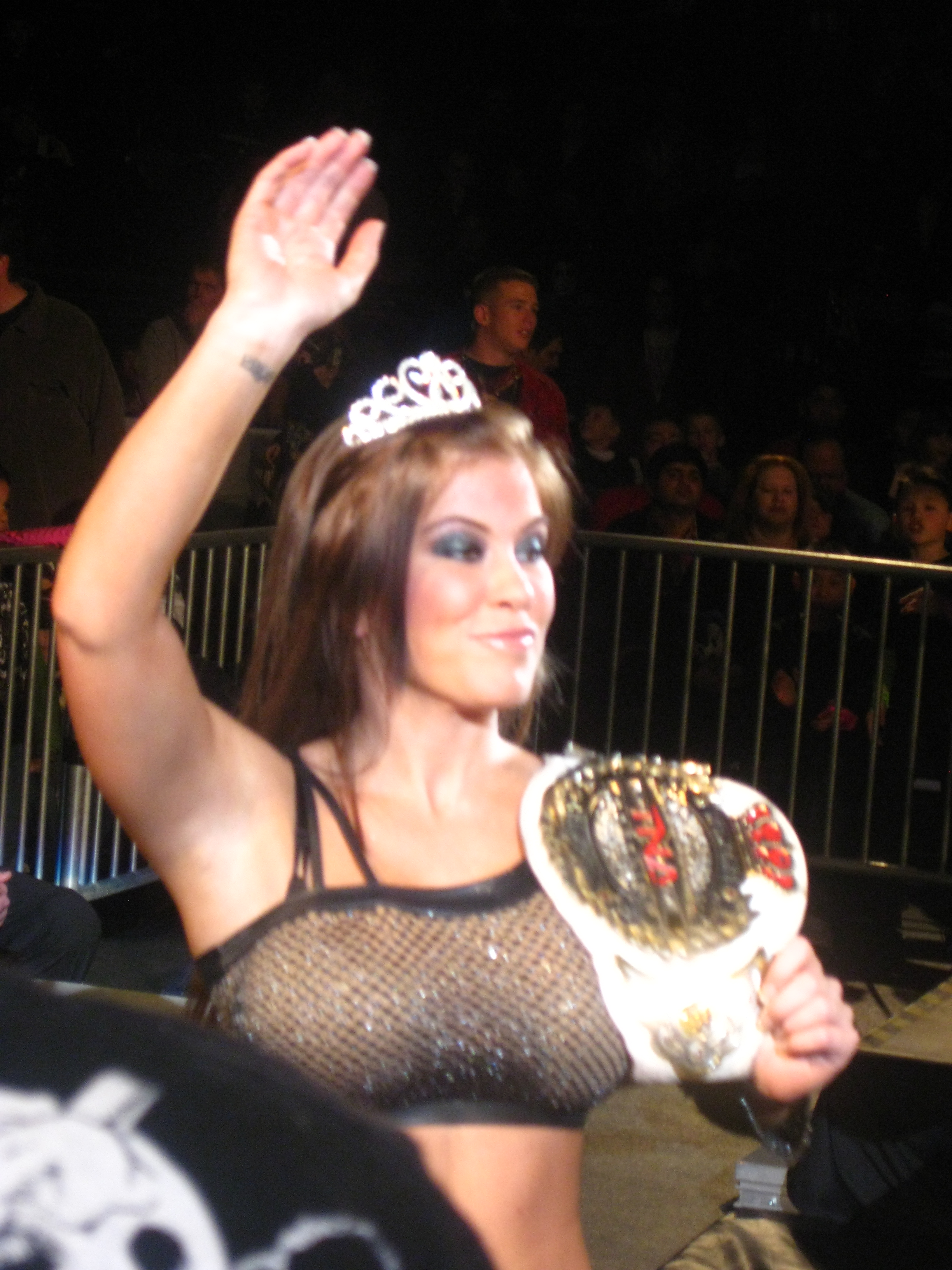
TNA女子ノックアウト王座

TNA
- TNA女子ノックアウト王座
- TNAノックアウト・タッグチーム王座